# 马来闭壳龟
马来闭壳龟（学名：Cuora amboinensis）又名马来箱龟，马箱，安布闭壳龟，为龟科闭壳龟属的爬行动物。本種目前已知包含最少有4個有效亞種，牠們分布于印度尼科巴群島、孟加拉、緬甸、泰國、寮國、柬埔寨、越南中部及南部、馬來西亞西部、新加坡、菲律賓及印尼，並可能分佈至中国广东及广西，常见于平原地区的沼泽、湿地、池塘、河流中的水荡以及水稻田等水流缓慢、底质松软的水域。该物种的模式产地在印度尼西亚。
幼体几乎完全水栖，成体偏好陆栖。草食性为主，吃水生植物和真菌，也吃一些昆虫。

## 飼養
如要以马来闭壳龟作為寵物龜，飼養者要深入研究飼養方式，並要做好一般護理和照顧。考慮以马来闭壳龟作為寵物時，要了解它是一種熱帶、非冬眠的物種，比許多其他箱龜需要更溫暖的水（約82華氏度）。完全成熟的成龜通常需要半水陸的飼養環境。
马来闭壳龟比其他箱龜更能適應在水中生活。不幸的是，這往往導致被錯誤地放在陸地中飼養。雖然它們是拙劣的游泳者和比其他半水棲龜需要較淺水，但它們往往會比較喜歡在水中。在野生環境中，它們往往會住在幾乎完全在水中。只有在曬太陽和產卵才离开水域。它們甚至可以在水中交配。

## 外部連結
- 馬來閉殼龜甲 Ma Lai Bi Qiao Gui Jia （页面存档备份，存于） 中藥標本數據庫 (香港浸會大學中醫藥學院) （繁體中文）（英文）